# Tomasz Winnicki (chemik)
Tomasz Winnicki (ur. 1934 we Lwowie) – polski chemik, specjalizujący się w chemii polimerów oraz technologii wody i ścieków, profesor nauk technicznych, nauczyciel akademicki, organizator i pierwszy rektor Kolegium Karkonoskiego w Jeleniej Górze.

## Życiorys
Urodził się we Lwowie, skąd po zakończeniu II wojny światowej przeniósł się z rodzicami w 1945 do Wrocławia. W 1956 ukończył tam studia chemiczne na Politechnice Wrocławskiej. Uzyskiwał następnie stopnie naukowe doktora i doktora habilitowanego, a w 1977 otrzymał tytuł profesora nauk technicznych. Odbył roczny staż naukowy na Columbia University w Nowym Jorku. Specjalizuje się w zagadnieniach z zakresu chemii polimerów. Przez około 50 lat był zawodowo związany z Politechniką Wrocławską. Był zastępcą dyrektora Instytutu Inżynierii Chemicznej i Urządzeń Cieplnych, w 1978 został dyrektorem Instytutu Inżynierii Środowiska. Od 1984 przez dwie kadencje pełnił funkcję prorektora wrocławskiej uczelni technicznej. Od 1985 zajmował stanowisko profesora zwyczajnego
Współtworzył Dolnośląską Fundację Rozwoju Regionalnego, przewodniczył Państwowej Radzie Ochrony Środowiska, Konferencji Rektorów Publicznych Szkół Zawodowych, radzie naukowej Instytutu Podstaw Inżynierii Środowiska Polskiej Akademii Nauk (przez pięć kadencji), kierował Karkonoskim Towarzystwem Naukowym, był członkiem prezydium Konferencji Rektorów Akademickich Szkół Polskich oraz członkiem Komitetu Inżynierii Środowiska PAN.
Był pierwszym rektorem Kolegium Karkonoskiego w latach 1998–2007, a później po jej przekształceniu w Karkonoską Państwową Szkołę Wyższą w Jeleniej Górze do 2016 zajmował stanowisko jej prorektora. Został też profesorem zwyczajnym w Państwowej Wyższej Szkole Zawodowej im. Prezydenta Stanisława Wojciechowskiego w Kaliszu.
W 2006 kandydował do sejmiku dolnośląskiego z ramienia Lewicy i Demokratów. Mandat radnego uzyskał w 2010, zastępując Elżbietę Zakrzewską. W 2010 bez powodzenia ubiegał się o reelekcję z ramienia Platformy Obywatelskiej.
Odznaczony m.in. Krzyżem Kawalerskim Orderu Odrodzenia Polski i Medalem Komisji Edukacji Narodowej. Wyróżniony tytułem profesora honorowego Politechniki Lubelskiej (2011) oraz tytułem doktora honoris causa Politechniki Częstochowskiej (2007).